# Grönländische Fußballmeisterschaft 1985
Die Grönländische Fußballmeisterschaft 1985 war die 23. Spielzeit der Grönländischen Fußballmeisterschaft.
Meister wurde zum dritten Mal NÛK.

## Teilnehmer
Von folgenden Mannschaften ist die Teilnahme bekannt. Teilnehmer der Schlussrunde sind fett.
- UB-68 Uummannaq
- Disko-76 Qeqertarsuaq
- N-48 Ilulissat
- CIF-70 Qasigiannguit
- Kugsak-45 Qasigiannguit
- A-51 Akunnaaq
- T-41 Aasiaat II
- Aĸigssiaĸ Maniitsoq
- NÛK
- Nagtoralik Paamiut
- K-33 Qaqortoq

## Modus
Erstmals seit längerem sind wieder Spiele der Qualifikationsphase überliefert, ohne dass jedoch der Modus bekannt wäre. In einer ersten Qualifikationsphase spielten vier Mannschaften aus einer Region im Gruppenmodus gegeneinander, die besten zwei qualifizierten sich für die nächste Qualifikationsrunde. Für die Schlussrunde qualifizierten sich erstmals acht Mannschaften statt sechs wie in den Vorjahren. Die Mannschaften wurden in zwei Vierergruppen eingeteilt. Die beiden besten Mannschaften qualifizierten sich für das Halbfinale. Jeder der acht Plätze wurde ausgespielt.

## Ergebnisse

### Qualifikationsrunde
Alle Spiele fanden in Qasigiannguit statt.

Es sind nur Spiele aus der Gruppe überliefert, die offenbar Mannschaften aus der südlichen Diskobucht umfasste.
Phase 1
| Pl. | Verein                  | Sp. | S | U | N | Tore    | Punkte |
| --- | ----------------------- | --- | - | - | - | ------- | ------ |
| 1.  | CIF-70 Qasigiannguit    | 3   | 3 | 0 | 0 | 006:200 | 06     |
| 2.  | Kugsak-45 Qasigiannguit | 3   | 2 | 0 | 1 | 009:400 | 04     |
| 3.  | T-41 Aasiaat II         | 3   | 1 | 0 | 2 | 006:400 | 02     |
| 4.  | A-51 Akunnaaq           | 3   | 0 | 0 | 3 | 004:150 | 0      |

| Datum           |                         | Ergebnis |                      |
| --------------- | ----------------------- | -------- | -------------------- |
| 5.–7. Juli 1985 | Kugsak-45 Qasigiannguit | 2:1      | T-41 Aasiaat II      |
| 5.–7. Juli 1985 | T-41 Aasiaat II         | 5:1      | A-51 Akunnaaq        |
| 5.–7. Juli 1985 | CIF-70 Qasigiannguit    | 1:0      | T-41 Aasiaat II      |
| 5.–7. Juli 1985 | CIF-70 Qasigiannguit    | 3:2      | A-51 Akunnaaq        |
| 5.–7. Juli 1985 | Kugsak-45 Qasigiannguit | 0:2      | CIF-70 Qasigiannguit |
| 5.–7. Juli 1985 | Kugsak-45 Qasigiannguit | 7:1      | A-51 Akunnaaq        |

### Schlussrunde

#### Vorrunde
Alle Spiele fanden in Nuuk statt.
Gruppe 1
| Pl. | Verein                  | Sp. | S   | U   | N   | Tore  | Punkte |
| --- | ----------------------- | --- | --- | --- | --- | ----- | ------ |
| 1.  | NÛK                     | 3   | 1–3 | 0–2 | 0–2 | 3+:0+ | 2–6    |
| 2.  | Disko-76 Qeqertarsuaq   | 3   | 1–2 | 0–1 | 1–2 | 3+:4+ | 2–4    |
| 3.  | Nagtoralik Paamiut      | 3   | 0–2 | 0–2 | 1–3 | 0+:3+ | 0–4    |
| 4.  | Kugsak-45 Qasigiannguit | 3   | 0–1 | 0–1 | 1–3 | 1+:6+ | 0–2    |

| Datum             |                         | Ergebnis |                         |
| ----------------- | ----------------------- | -------- | ----------------------- |
| 7. September 1985 | NÛK                     | 3:0      | Disko-76 Qeqertarsuaq   |
| 7. September 1985 | Nagtoralik Paamiut      | 3:0      | Kugsak-45 Qasigiannguit |
| September 1985    | NÛK                     | ?:?      | Nagtoralik Paamiut      |
| September 1985    | Disko-76 Qeqertarsuaq   | 3:1      | Kugsak-45 Qasigiannguit |
| September 1985    | Kugsak-45 Qasigiannguit | ?:?      | NÛK                     |
| September 1985    | Nagtoralik Paamiut      | ?:?      | Disko-76 Qeqertarsuaq   |

Gruppe 2
| Pl. | Verein              | Sp. | S   | U   | N   | Tore  | Punkte |
| --- | ------------------- | --- | --- | --- | --- | ----- | ------ |
| 1.  | K-33 Qaqortoq       | 3   | 1–3 | 0–2 | 0–2 | 2+:1+ | 2–6    |
| 2.  | N-48 Ilulissat      | 3   | 0–2 | 0–2 | 1–3 | 1+:2+ | 0–4    |
| 3.  | Aĸigssiaĸ Maniitsoq | 3   | 0–3 | 0–3 | 0–3 | 0+:0+ | 0–6    |
| 4.  | UB-68 Uummannaq     | 3   | 0–3 | 0–3 | 0–3 | 0+:0+ | 0–6    |

| Datum             |                     | Ergebnis |                     |
| ----------------- | ------------------- | -------- | ------------------- |
| 7. September 1985 | K-33 Qaqortoq       | 2:1      | N-48 Ilulissat      |
| 7. September 1985 | Aĸigssiaĸ Maniitsoq | ?:?      | UB-68 Uummannaq     |
| September 1985    | UB-68 Uummannaq     | ?:?      | K-33 Qaqortoq       |
| September 1985    | N-48 Ilulissat      | ?:?      | Aĸigssiaĸ Maniitsoq |
| September 1985    | N-48 Ilulissat      | ?:?      | UB-68 Uummannaq     |
| September 1985    | K-33 Qaqortoq       | ?:?      | Aĸigssiaĸ Maniitsoq |

#### Platzierungsspiele
Halbfinale
| Datum              |                       | Ergebnis |                | Ort  |
| ------------------ | --------------------- | -------- | -------------- | ---- |
| 13. September 1985 | NÛK                   | ?:?      | N-48 Ilulissat | Nuuk |
| 13. September 1985 | Disko-76 Qeqertarsuaq | ?:?      | K-33 Qaqortoq  | Nuuk |

Spiel um Platz 7
| Datum              |                 | Ergebnis |                         | Ort  |
| ------------------ | --------------- | -------- | ----------------------- | ---- |
| 13. September 1985 | UB-68 Uummannaq | ?:?      | Kugsak-45 Qasigiannguit | Nuuk |

Spiel um Platz 5
| Datum              |                    | Ergebnis |                     | Ort  |
| ------------------ | ------------------ | -------- | ------------------- | ---- |
| 13. September 1985 | Nagtoralik Paamiut | 4:1      | Aĸigssiaĸ Maniitsoq | Nuuk |

Spiel um Platz 3
| Datum              |               | Ergebnis |                | Ort  |
| ------------------ | ------------- | -------- | -------------- | ---- |
| 15. September 1985 | K-33 Qaqortoq | 3:1      | N-48 Ilulissat | Nuuk |

Finale
| Datum              |     | Ergebnis |                       | Ort  |
| ------------------ | --- | -------- | --------------------- | ---- |
| 15. September 1985 | NÛK | 4:2      | Disko-76 Qeqertarsuaq | Nuuk |